# Meibukan
Meibukan (明武舘) é uma escola de Karate do estilo Goju-ryu  com sede na cidade de Naha em Okinawa - Japão. Foi fundada por Meitoku Yagi, aluno de Chojun Miyagi, o fundador do Goju-ryu.

## História
Meitoku Yagi abriu seu primeiro Dojo Meibukan em 1952. Ele foi o primeiro aluno de Chojun Miyagi a receber oficialmente esta permissão. A ele foi dada a caligrafia (Oku myo zai ren shin). Yagi foi reconhecido Menkyo Kaiden do estilo Goju-ryu pela família de Miyagi quando esta lhe entregou seu gi e seu obi em 1963.

## IMGKA e o Honbu Dojo
Atualmente, o Kyoshi Akihito Yagi é o presidente da Internacional Meibukan Goju-ryu Karate Association (IMGKA) e seu irmão, o Kyoshi Akihiro Yagi, o Vice-Presidente. Seu pai, Meitatsu Yagi filho mais velho de Meitoku Yagi, é o Presidente honorário e viaja o mundo dando seminários. Meitatsu Yagi é o mais antigo estudante ainda ativo da Meibukan. Há filiais na Austrália, Canadá, Estados Unidos, Inglaterra, Índia, Argentina, China, República Checa, Eslovénia, Filipinas, Rússia, Brasil, Colômbia, Chile, Cazaquistão, Espanha, Itália e Hong Kong. Meitatsu Yagi transmite a seguinte mensagem: alguns professores do Budo no mundo ensinam como lutar, na Meibukan, ao invés prefere-se ensinar como não lutar. Em outras palavras a pratica da Meibukan não se dá na ênfase em como ganhar, mas sim em de como não perder. O Meibukan Honbu Dojo foi fundado por Meitoku Yagi, em 1952, antes da morte de Miyagi Chojun, fundador do Goju-ryu. Desde então, o Meibukan Hombu Dojo tem sido uma parte integral do Karate de Okinawa. Meitoku Yagi foi um dos fundadores da Okinawa Goju-kai e da All Okinawa Karate-do Association. Em ambas organizações o Meibukan Honbu Dojo tem sido activamente uma parte desde a suas fundações.

## Técnicas

### Meibukan Kata
Cada escola e organização de Goju-ryu possui uma forma de organizar os katas ensinados por Chojun Miyagi. Na Meibukan os katas são divididos em:
Kihon Kata (基本型) Kata básico
- Sanchin (三戦) - 3 batalhas

Kaishu Kata (開手型) Kata de abertura
- Gekisai Ichi (擊碎 1) - Derrotar e quebrar 1
- Gekisai Ni (擊碎 2) - Derrotar e quebrar 2
- Saifa (碎破) - Quebrar e destruir
- Shisochin (四向戦) - Batalha em 4 direções
- Sanseryu (三十六手) - 36 movimentos
- Sesan (十三手) - 13 movimentos
- Seienchin (制引戦) - Tranquilidade na batalha
- Sepai (十八手) - 18 mãos
- Kururunfa (久留頓破) - Manter terreno e destruir abruptamente
- Suparinpe (壱百零八手) - 108

Heishu Kata (閉手型) Kata de fechamento
- Tensho(転掌) - Palmas circulares

#### Meibuken (明武拳)
- Tenchi (天地) "Céu e terra", "Universo", "in'yo/onmyo"
- Seiryu (青龍) "Dragão Azul/Leste"
- Byakko (白虎) "Tigre Branco/Oeste"
- Shujaku (朱雀) "Pássaro vermelho/Sul"
- Genbu (玄武) "Tartaruga negra e serpente/Norte"

Além dos 12 katas tradicionais da Goju-ryu, na Meibukan se treina 5 katas criados e desenvolvidos pelo sensei Meitoku Yagi. Estes cinco são os katas Meibuken.
O primeiro destes katas teve seu nome, Tenchi, retirado da primeira linha de um poema do Bubishi, "Jin shin wa Tenchi ni Onaji." Traduzido "a mente é uma com o céu e a terra." O kata Tenchi originou-se da combinação dos dois primeiros Katas criados por Meitoku Yagi, o Fukyu kata ichi e o Fukyu kata ni.
Os outros 4 katas são nomeados de acordo com criaturas míticas da constelação chinesa. Seiryu é o dragão azul, Byakko o tigre branco, Shujaku o pássaro vermelho e Genbu representa uma criatura parte serpente parte tartaruga negra. Meitoku Yagi teve a ideia destes katas depois de ver estes nomes em bandeiras durante um festival em Okinawa chamado Tsuna-Hiki, realizado todos os anos em Naha.

### Kobudo kata

###### Bojutsu
- Gekisai Ichi Bo
- Gekisai Ni Bo
- Saifa Bo

###### Saijutsu
- Gekisai Ichi Sai
- Gekisai Ni Sai
- Saifa Sai
- Shisochin Sai

Na Meibukan o treino do Kobudo se da através dos Kaishu Katas modificados pelo sensei Meitoku Yagi para utilização de duas armas clássicas do Kobudo de Okinawa, o Sai e o Bo. Meitoku Yagi tentou incorporar o Kobudo de Taira Shinken nos treinos do Honbu Dojo mas desistiu depois de alguns meses por achar que esses katas eram incompatíveis com seus ensinamentos dos Katas Goju-ryu.

### Yakusoku Kumite
Na Meibukan pratica-se formas de Yakusoku Kumite, Renzoku kumite e Kakomi kumite que são formas pré-estabelecidas de ataques e defesa. Não se pratica na Meibukan o Jiyu Kumite. No Karate Goju-ryu tradicional de Okinawa nunca existiu este tipo de combate livre. Com o Jiyu Kumite o Karate torna-se um esporte, e o Karate clássico de Okinawa não é um esporte. Os okinawanses praticam o Karatedo, ou seja, o caminho da mão vazia. Muitos pensam que o Karate é uma arte de luta mas o Karate de Okinawa sempre foi uma arte de auto-defesa.

### Graduação
O uso das graduações Kyu/Dan e as faixas coloridas foi um sistema criado por Jigoro Kano, o fundador do Judo, e adotado pelo Karate. Ele varia de acordo com cada estilo de Karate e mesmo entre cada escola dentro de um mesmo estilo. No estilo Goju-ryu, cada escola tem suas variações na escolha das cores das faixas de Kyu abaixo da faixa preta. Na Meibukan o sistema de cores das faixas segue o seguinte padrão:
| Faixa  | Kyu/Dan          | Imagem |
| ------ | ---------------- | ------ |
| Branca |                  |        |
| Verde  |                  |        |
| Marrom |                  |        |
| Preta  | 1º Dan - 10º Dan |        |